# Saliasterias brachiata
Saliasterias brachiata är en sjöstjärneart som beskrevs av Jean Baptiste François René Koehler 1920. Saliasterias brachiata ingår i släktet Saliasterias och familjen trollsjöstjärnor. Inga underarter finns listade i Catalogue of Life.